# Descloizyt
Descloizyt – minerał z gromady wanadanów. Jest wanadanem ołowiu, cynku i miedzi. Nazwa pochodzi od dziewiętnastowiecznego, francuskiego mineraloga Alfreda des Cloizeaux.

## Charakterystyka
Descloizyt jest nieprzezroczystym minerałem o brązowoczerwonej, brązowozielonej, czarnej lub szarej barwie. Krystalizuje w układzie rombowym, w formie słupków, piramid lub tabliczek. Jest ciężkim minerałem, gdyż waży 5,7-6,2 razy więcej niż taka sama ilość wody w temperaturze pokojowej. Jest dość miękki (3,5 w skali Mohsa). Zawartość ołowiu i wanadu jest w nim stała, natomiast cynk i miedź mogą występować w dość szerokim zakresie. Jego pozbawioną cynku odmianą jest mottramit, z którym tworzy ciągły szereg izomorficzny. Może być czyszczony tylko wodą destylowaną.

## Występowanie
Występuje w strefie utleniania rud miedzi i ołowiu. Towarzyszą mu wanadynit, piromorfit, cerusyt, mimetezyt i limonit. Można go znaleźć w Argentynie, Meksyku, Namibii, Niemczech, Stanach Zjednoczonych i Zimbabwe.

## Zastosowanie
- okaz kolekcjonerski.